# ビープくん
ビープくん（Mr.Beep）は山口朝日放送(yab)のマスコットキャラクター。2006年7月14日、山口朝日放送のCI導入に伴い登場。同時にyabのキャッチコピーも「いいこと、みつけよう。yab」に変更。
山口県内の民放他局のマスコットと違うのは、彼以外に6匹もの仲間・相棒がいるということである。この点は同じテレビ朝日系列局の北海道テレビ（HTB）のマスコットのonちゃんに似ている。
2006年12月よりyab本社1階のCafe NY内「SHOP THE yab」で関連グッズの販売が開始された。

## ビープくんの概要
小鬼をイメージしたとされる。yabのサイトで後姿が「Y」、前姿が「A」を表すと紹介されている。角から電波を発することができる、とある。
- 性　別：オス（男の子）
- 年　齢：不詳
- 体　色：オレンジ。角の部分は黄色。
- 生　息：yabの電波が届くところであるところからyabの放送エリア内。
- 性　格：マイペース。人懐っこい。寂しがり屋。好奇心旺盛。
- 声　：誰も未だに耳にした事がないといわれるが、声が無いとは断言されていない。
- 特　徴：嬉しいことがあったり、怒ったりした際、頭のツノから電波が出る。

## CM
- 「yab」ロゴが動き回るCM(5秒Ver3種類/3秒Ver1種類の計4種類)。2006年7月14日〜
- ビープくんが踊るCM(5秒Ver/3秒Ver各3種類)。
- デジタル5chを告知するCM。ビープくんが電波を出す。(地上デジタル放送開始前/開始後の2種類。15秒)
- ビープくんの日常を描くもの。最後に「いいこと、みつけよう。」のコール。OP/EDに近い画像を使用している場合も。(6種類。15秒、5秒、3秒)2007年1月1日〜
  - たくさんの小さなビープくんが、家の中に入っていくシーン
  - 玉乗りをしているビープくんが家に入っていき、夜になると風船を身につけて飛んでいくシーン

## ビープくんの仲間

### TEAM Beeps
yabのサイトではビープくんが上記のように紹介されている。一方で、「TEAM Beeps」というグループが存在し、その中では橙色のキャラクターが「キュリアス・オレンジ」と紹介されている。現状では、キュリアス・オレンジとビープくんの類似性や、ビープくんが男の子である(TEAM Beepsには女の子もいる)という設定から、キュリアス・オレンジがビープくんで、その他はビープくんではないと考えるのが妥当であると思われる。
- キュリアス・オレンジ
スポーツの象徴。性別は男。ビープくんとして活動し、TEAM Beeps内では最も露出度の高いキャラクター。体の色は橙。
- プリティ・マゼンタ
ドラマが好きであるという設定。性別は女。番組「ほっとタイム」のキャラクター。体の色はピンク。
- エコロジカル・グリーン
自然の象徴。性別は男。体の色は緑。
- ファニー・イエロー
食の象徴。性別は男。体の色は黄。
- インテリジェント・ブラック
情報の象徴。性別は男。メガネをかけているように見える。体の色は黒。
- スマート・ブルー
報道の象徴。性別は男。前髪があるように見える。体の色は青。

また、スマート・ブルーとプリティ・マゼンタが交際している、などの設定があるが、テレビやイベント等でビープくん(キュリアス・オレンジ)以外が登場することは稀であるため、設定が活用されることは少ない。

### ロゴ(yab)
yabのロゴマークもビープくんの「相棒」という位置づけである。「a」と「b」の中心が目玉となっており、豊富な表情を持つ(きらり夏 全国高校野球選手権 山口大会のクレジットでは目の部分が野球の球の模様になっている、など)。
その目は、ビープくんの目と同じ形をしている。